# Beregszászi Nagy Pál (mérnök)
Beregszászi Nagy Pál (Debrecen, 1790. november 21. – Debrecen, 1865. augusztus 5.) mérnök, építészeti felügyelő és rajztanár. Nevét viseli a Debreceni SZC Beregszászi Pál Technikum és Kollégium.

## Élete
Miután Debrecenben elvégezte iskoláit, Pesten szerzett mérnöki képesítést. A végzettségének megfelelő kisebb munkálatokat vállalt miközben beutazta az Osztrák-Magyar Monarchiát. A helytartótanács 1819-ben kinevezte a debreceni főiskola rajz és építészet tanárává. 1833-ban az építkezésekre felügyelő bizottság egyik tagjának is megválasztották.
1858. augusztus 1-jéig, a nyugalomba vonulásáig a munkásságát a szülővárosának és az irodalomnak szentelte.

## Munkái
1. Az építés tudományának azon része, melyben az építésre teendő költségek számba vevése adódik elő. (Debreczen, 1819. Négy réztáblával)
2. A rajzolás tudományának kezdete. A tanítványai számára készítette. (Debreczen, 1822. Öt réztáblával) (Ism. Kis Áron, M. Népisk. Tanítás Története 445.)
3. A szabad kézzel való rajzolás tudományának kezdete. Tanítványai számára készítette. (Debreczen, 1823. Tizenkét tábla rajzzal)
4. Az építés tudományának azon része, melyben az épületeknek erős és alkalmatos volta adódik elő. (Debreczen, 1825)
5. Az építés tudományának azon része, melyben épületekre teendő fedelek ismerete és rajzolása adatik elő. (Debreczen, 1846)
6. A tárgyaknak a látszás tudománya szerinti ismertetése és rajzolása. (Debreczen, 1859. 12 réztáblával)
7. Csokonai Vitéz Mihály síremléke. (Debreczen, 1860. Két rajztáblával)
8. Az építés tudományának azon része, melyben az épületek elkészítésére szolgáló oszloprendek ismertetése és rajzolása adatik elő. (Debreczen, 1863. 46 tábla rajzzal)

Munkáit többször utánnyomtatták, év nélkül.
Munkásságának nagy részét a rajzolásnak tudományos megalapítására fordította; kétszáz, sajátkezűleg készített építészeti rajza maradt fenn.